# Roeboides xenodon
Roeboides xenodon é uma espécie de peixe da família Characidae, nativa da bacia do rio São Francisco, no Brasil.

## Descrição e características
Conhecido pelo nome comum de dentudo ou piaba-facão, é um peixe teleósteo, de pequeno tamanho e onívoro, com aparelho digestório adaptado a dieta carnívora, ou seja, são peixes que "preferem ambientes de correnteza mais fraca e com muita vegetação. São onívoros, podendo ingerir algas, organismos planctônicos, insetos aquáticos ou terrestres que por acaso caiam na água, outros peixes e restos de vegetais", o que lhes confere uma maior adaptabilidade às mudanças ambientais.
Segundo descrição de Barcellos et. al., "apresenta dentes cônicos achatados, mamiliformes, voltados para fora da boca e usados para arrancar escamas de outros peixes (lepidofagia) e caninos tanto na maxilar quanto na mandíbula. Vivem misturados em cardumes de várias espécies aproximando-se normalmente dos demais indivíduos e subitamente mordem a face lateral do corpo do peixe mais próximo alimentando-se das escamas removidas. Apresentando pseudotímpano, os exemplares desta espécie possuem perfil dorsal muito curvo, elevando-se abruptamente na porção posterior do crânio; nadadeira anal longa, e manchas de melanina, sendo uma alongada, uma umeral e outra no final do pedúnculo caudal, mais arredondada".